# Groupwise
GroupWise är en grupprogramvara från Novell Inc som hanterar e-post, kalender, snabbmeddelanden och dokumenthantering. Den kan köras på ett flertal olika operativsystem för servern respektive klienten. GroupWise kan köras på NetWare, Linux och Windows. Det finns klienter för Windows, Linux och Mac OS.
GroupWise har även webbgränssnitt som ger användaren nära nog samma funktionalitet som klienten via en Webbläsare. 
Postkontoret i GroupWise (POA) hanterar IMAP v4 och POP v3 för tillgång till mailboxen. Genom GroupWise Internet Agent (GWIA) erhålls SMTP-kommunikation till andra e-postsystem och man kan även köra IMAP v4, POP v3, SOAP och Ical.